# Pielęgnica sewerum
Pielęgnica sewerum (Heros efasciatus)  – gatunek słodkowodnej ryby z rodziny pielęgnicowatych (Cichlidae). Polska nazwa zwyczajowa często błędnie kojarzona z Heros severus.
WystępowanieDopływy Ukajali i Amazonki w Peru i Brazylii.
MorfologiaDorasta do 25 cm. Potrzebuje wolnej przestrzeni do pływania. Gdy samiec osiągnie ok. 12 cm, zaczyna się ładnie wybarwiać i pojawiają mu się pomarańczowe plamy najpierw w okolicach skrzeli, a później wzdłuż ciała. Odróżnia się tym od samic, które są całe żółte.
ZachowanieJest raczej nieagresywny, może być hodowany w akwarium ogólnym, jedynie w okresie tarła może atakować inne ryby. Gdy osiągnie już spore rozmiary, potrafi zjeść innych towarzyszy mniejszych od siebie, np. neon Innesa, gupik pawie oczko. Jest rybą terytorialną. Zjada pokarm roślinny jak i mięsny. Nie ma problemów z karmieniem płatkami czy np. ochotką.